# Actia stiglinae
Actia stiglinae är en tvåvingeart som beskrevs av Mario Bezzi 1928. Actia stiglinae ingår i släktet Actia och familjen parasitflugor.
Artens utbredningsområde är Fiji. Inga underarter finns listade i Catalogue of Life.